# Конрад Шифер
Конрад Шифер (на немски: Konrad Schäfer) е германски доктор.

## Биография
Шифер следва в университетите в Мюнхен, Берлин и Инсбрук. Завършва медицинското си образование в Университета в Хайделберг през декември 1935 г. От 1936 г. работи като асистент в лабораторията за химиотерапия на Schering Corporation. След това се премества в Института по авиационна медицина на Луфтвафе.
Той предлага един от методите за обезсоляване на морска вода, който я прави подходяща за пиене. Този метод е тестван на затворници от концентрационния лагер Дахау. Той обаче не участва в тези експерименти, и във връзка с това на процеса на лекарите в Нюрнберг е оправдан.
От 1951 г. се присъединява към военновъздушните сили на САЩ.